# Каравайково (Костромская область)
Каравайково — упразднённая деревня в Антроповском районе Костромской области России. На момент упразднения входила в состав Михайловского сельсовета.

## География
Урочище находится в центральной части Костромской области, в подзоне южной тайги, на правом берегу реки Яхренки, к западу от автодороги 34К-43, на расстоянии приблизительно 43 километров (по прямой) к юго-юго-западу от посёлка Антропово, административного центра района. Абсолютная высота — 126 метров над уровнем моря.

### Климат
Климат характеризуется как умеренно континентальный, с продолжительной холодной многоснежной зимой и коротким сравнительно тёплым летом. Среднегодовая температура воздуха — 2,5 °C. Средняя температура воздуха самого холодного месяца (января) — −12,6 °C (абсолютный минимум — −38 °C); самого тёплого месяца (июля) — 18,2 °C (абсолютный максимум — 36 °С). Годовое количество атмосферных осадков — 500—550 мм, из которых большая часть выпадает в тёплый период.

## История
В «Списке населенных мест Костромской губернии по сведениям 1870-72 годов» населённый пункт упомянут как деревня Коровайково Макарьевского уезда, расположенная при речке Яхрянке, в 82 верстах от уездного города. В деревне насчитывалось 6 дворов и проживало 33 человека (16 мужчин и 17 женщин).
В 1907 году в деревне, относившейся к Чудской волости, имелось 6 дворов и проживало 38 человек.
По состоянию на 1 января 1981 года входила в состав Михайловского сельсовета. Исключена из учётных данных в июне 1997 году как фактически несуществующая.